# Hușcea, Liuboml
Hușcea (în ucraineană Гу́ща, poloneză Guszcza) este localitatea de reședință a comunei Hușcea din raionul Liuboml, regiunea Volînia, Ucraina.

## Demografie
Componența lingvistică a localității Hușcea
     Ucraineană (99,89%)
     Alte limbi (0,11%)
Conform recensământului din 2001, majoritatea populației localității Hușcea era vorbitoare de ucraineană (99,89%), existând în minoritate și vorbitori de alte limbi.